# Rough Boy
Rough Boy is een nummer van de Amerikaanse rockband ZZ Top uit 1985. Het is de derde single van hun negende studioalbum Afterburner.
In tegenstelling tot de andere nummers op het album Afterburner, is "Rough Boy" een veel rustiger nummer met een langzamer tempo. Het nummer werd een klein hitje in Amerika en op de Britse eilanden. In de Amerikaanse Billboard Hot 100 haalde het de 22e positie. In Nederland haalde het de 81e positie in de Single Top 100.